# Dr.-Martin-Luther-Kirche (Creidlitz)

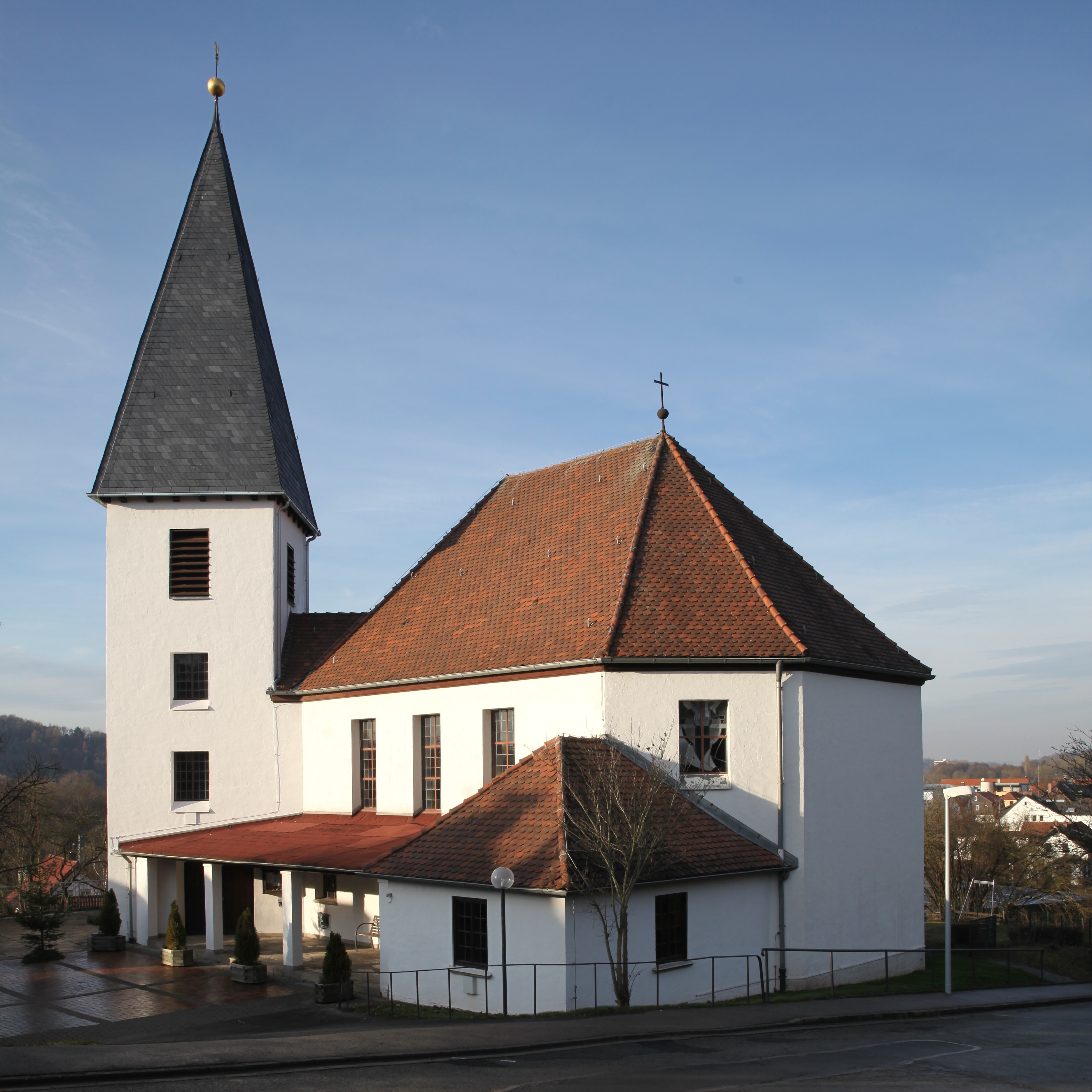
Dr.-Martin-Luther-Kirche zu Creidlitz

Die evangelisch-lutherische Dr.-Martin-Luther-Kirche im oberfränkischen Creidlitz, einem Coburger Gemeindeteil, stammt aus dem Jahr 1956 und steht unter Denkmalschutz.

## Geschichte
Creidlitz gehörte vom 11. bis 16. Jahrhundert zum Sprengel der Pfarrei der Veste Coburg. Im Zuge der Reformation wurde die Siedlung 1535 kirchlich der neuen Pfarrei in Seidmannsdorf zugeordnet. 1840 folgte die Umpfarrung zur Niederfüllbacher Kirchengemeinde.
Anfang des 20. Jahrhunderts wollte der Ort eine selbständige Kirchengemeinde werden. Die angewachsene Bevölkerungszahl nach dem Zweiten Weltkrieg führte schließlich Anfang der 1950er Jahre zur Gründung eines Kirchenbauausschusses. 1954 beschlossen der Kirchenvorstand und die Gemeinde den Bau einer Filialkirche in Creidlitz. Die Pläne stammten vom Coburger Architekten Reinhard Claaßen, die Baukosten waren mit 171.000 DM veranschlagt worden. Die Grundsteinlegung war am 4. September 1955, das Richtfest folgte am 14. November 1955 und am 26. August 1956 die Einweihung. Der Name nimmt auf den halbjährigen Aufenthalt Luthers auf der Veste Coburg während des Augsburger Reichstages 1530 Bezug, als Creidlitz zur Pfarrei der Veste gehörte.
1959 wurde die Turmuhr in Betrieb genommen und 1970 eine Orgel aufgestellt. Nach dem Bau eines Pfarrhauses im Jahr 1962 wurde Creidlitz am 1. November 1964 eine eigenständige evangelische Kirchengemeinde. Der erste Pfarrer war Hans Kohler. Ihm folgte nach 15 Monaten Vakanz vom 1. April 1976 bis 31. Dezember 1985 der spätere Regionalbischof Wilfried Beyhl.

## Beschreibung
Die Kirche befindet sich auf einer südlichen Anhöhe in markanter Lage über dem Ort. Das Gotteshaus ist entsprechend den 1946 bis 1949 beschlossenen Richtlinien des Evangelischen Kirchbautages, einem Zusammenschluss von Theologen und Baufachleuten, gestaltet worden. Die Formen der Kirchen sollten sich nicht mehr nach städtebaulichen Prinzipien, sondern allein an gottesdienstlichen und gemeindlichen Bedürfnissen orientieren. Die Dr.-Martin-Luther-Kirche hat ein längs gerichtetes, polygonal geschlossenes Kirchenschiff. Die Gestalt beruht auf dem Gedanken des Gemeindezeltes. Es ist ein oktogonaler Walmdachbau mit seitwärts gesetzten, aber angebundenen Turm, der einen Spitzhelm hat. Über dem südlichen Eingangsbereich zwischen dem Eingang durch den Kirchturm und der an den Altarraum angrenzenden Sakristei befindet sich ein pultförmiges Vordach. Im Westen ist ein eingeschossiger Gemeinderaum angebaut. Der Innenraum wird von einer Holzbalkendecke überspannt und hat auf der Westseite eine eingeschossige Empore.
Von dem Künstler Günther Danco stammen ein bauzeitliches Fresko an der fensterlosen Stirnwand hinter dem Altar und ein Lutherfenster an der Schrägwand unter der Empore. Das Wandgemälde in Rot-, Violett- und Türkistönen stellt in der Mitte die Heilige Dreifaltigkeit als sogenannten Gnadenstuhl dar. Ein großer Lichtkreis umschließt den Gnadenstuhl. Von ihm fällt ein breiter werdender Strahl auf den Altar. Zur Rechten und Linken des Strahls sitzen je sechs Apostel mit ihren Attributen. 1996 wurden in den Schrägseiten des Altarraums zwei farbige Glasfenster, das Tauf- und das Verkündigungsfenster, nach Entwürfen von Anita Rist-Geiger, eingeweiht.

## Glocken
Drei Glocken goss 1956 die Glockengießerei Rincker in Sinn. Die erste Glocke mit dem Schlagton a1 trägt die Inschrift „Eine feste Burg ist unser Gott“ und ein Bild Martin Luthers. Die zweite Glocke mit dem Schlagton h1 hat die Inschrift „Verleih uns Frieden gnädiglich“ und die dritte Glocke mit dem Schlagton d2 die Inschrift „Jauchzet Gott alle Lande“. Die größte Glocke stammt aus dem Jahr 1958 und stiftete die politische Gemeinde Creidlitz. Sie hat den Schlagton g1 und trägt die Inschrift „Oh Land, Land, höre des Herrn Wort“.

## Orgel
Die Orgel stellte 1970 der Kaufbeurer Orgelbaumeister Gerhard Schmid auf. Das Werk ist eine mechanische Schleifladenorgel und kostete rund 30 Tausend Deutsche Mark. Das Instrument hat zehn Register auf zwei Manualen und Pedal. Die vier Register des Brustwerkes sind in einem Schwellkasten eingebaut. Die Orgel besitzt 652 Pfeifen, davon 87 Pfeifen aus Holz, die größte 2,5 Meter lang.